# Synagoge der Slonimer Chassiden (Krynki)
Koordinaten: 53° 15′ 46,8″ N, 23° 46′ 26,4″ O

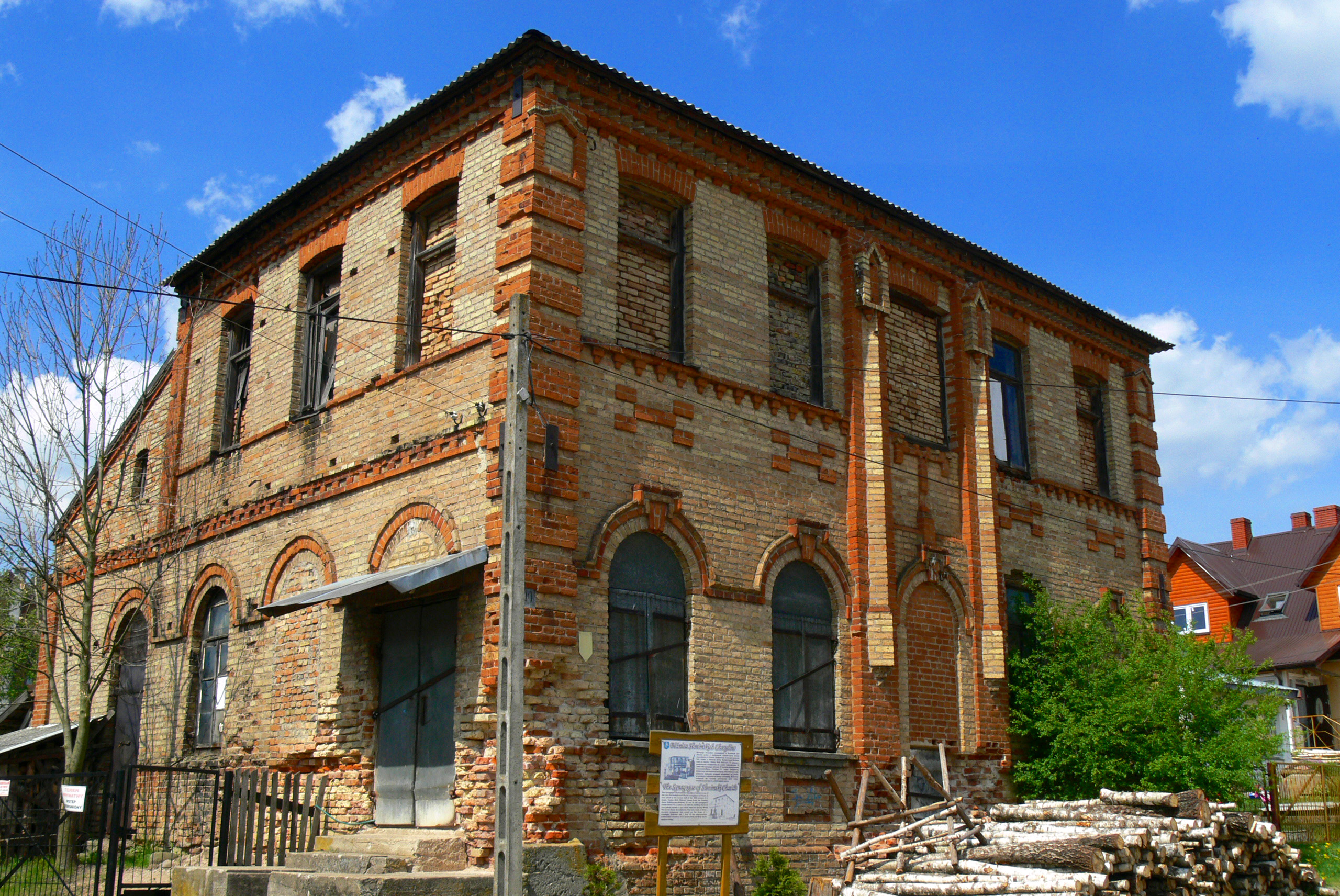
Ehemalige Synagoge in Krynki (2014)

Die Synagoge der Slonimer Chassiden in Krynki, einer polnischen Stadt in der Woiwodschaft Podlachien, wurde in der zweiten Hälfte des 19. Jahrhunderts errichtet. Die heute profanierte Synagoge war das Gotteshaus der jüdischen Gemeinde der Slonimer Chassiden.
Das Gebäude wurde während der deutschen Besatzung im Zweiten Weltkrieg teilweise verwüstet und danach als Kaufhaus zweckentfremdet. 
Das Gebäude aus Ziegelstein mit Rundbogenfenstern ist in schlechtem Zustand.